# Montigny-lès-Vaucouleurs
Montigny-lès-Vaucouleurs är en kommun i departementet Meuse i regionen Grand Est (tidigare regionen Lorraine) i nordöstra Frankrike. Kommunen ligger i kantonen Vaucouleurs som tillhör arrondissementet Commercy. År 2022 hade Montigny-lès-Vaucouleurs 77 invånare.

## Befolkningsutveckling
Antalet invånare i kommunen Montigny-lès-Vaucouleurs
| Referens: INSEE |